# Baywood
Baywood és una concentració de població designada pel cens dels Estats Units a l'estat de Nova York. Segons el cens del 2000 tenia 7.571 habitants.

## Demografia
Segons el cens del 2000, Baywood tenia 7.571 habitants, 2.252 habitatges, i 1.880 famílies. La densitat de població era de 1.299,2 habitants/km².
Dels 2.252 habitatges en un 38,3% hi vivien nens de menys de 18 anys, en un 61,1% hi vivien parelles casades, en un 15,9% dones solteres, i en un 16,5% no eren unitats familiars. En el 12,2% dels habitatges hi vivien persones soles el 4,5% de les quals corresponia a persones de 65 anys o més que vivien soles. El nombre mitjà de persones vivint en cada habitatge era de 3,35 i el nombre mitjà de persones que vivien en cada família era de 3,56.
Per edats la població es repartia de la següent manera: un 27,2% tenia menys de 18 anys, un 8% entre 18 i 24, un 34,5% entre 25 i 44, un 20,9% de 45 a 60 i un 9,4% 65 anys o més.
L'edat mediana era de 35 anys. Per cada 100 dones de 18 o més anys hi havia 93,8 homes.
La renda mediana per habitatge era de 60.294 $ i la renda mediana per família de 62.037 $. Els homes tenien una renda mediana de 39.926 $ mentre que les dones 30.609 $. La renda per capita de la població era de 20.978 $. Entorn del 5,2% de les famílies i el 5,5% de la població estaven per davall del llindar de pobresa.